# 翟瑄
翟瑄（1433年—1501年），字廷瑞，河南河南府洛陽縣人，南京太醫院醫籍，明朝政治人物。

## 生平
天順八年（1464年）甲申科進士。授浙江奉化縣知縣，歷升監察御史、大理寺丞，以都察院右僉都御史、巡撫山西，擒叛賊王良等，累升右都御史，再升刑部尚書。弘治十四年（1501年）卒。

## 家族
其家世代以醫籍隸南京太醫院。曾祖翟伯常，祖父翟罍，父翟觀，母龐氏。
弟翟瑛，時人並稱「二翟」。子翟銓，進士。